# Quarouble
Quarouble és un municipi francès, situat a la regió dels Alts de França, al departament del Nord. L'any 2006 tenia 3.209 habitants. Limita al nord amb Thivencelle, a l'est amb Crespin i Quiévrechain, al sud-est amb Rombies-et-Marchipont a l'oest amb Vicq i Onnaing i al nord-oest amb Condé-sur-l'Escaut i Fresnes-sur-Escaut.

## Demografia
| 1962                                       | 1968  | 1975  | 1982  | 1990  | 1999  | 2006  |
| ------------------------------------------ | ----- | ----- | ----- | ----- | ----- | ----- |
| 3.311                                      | 3.420 | 3.404 | 3.365 | 3.277 | 3.303 | 3.209 |
| Des de 1962: població sense dobles comptes |       |       |       |       |       |       |

## Administració
| Període   | Identitat      | Partit        |
| --------- | -------------- | ------------- |
| 2001-2008 | Roger Ducorron |               |
| 2008-     | Jean Dervaux   | Divers droite |